# Naoki Tsubaki
Naoki Tsubaki (椿 直起 Tsubaki Naoki?), född 23 juni 2000 i Tokyo prefektur, är en japansk fotbollsspelare.
Tsubaki började sin karriär 2019 i Yokohama F. Marinos. 2019 flyttade han till Giravanz Kitakyushu.